# Route 281 (Québec)
Pour les articles homonymes, voir Route 281.
La route 281 (R-281) est une route régionale québécoise d'orientation nord / sud située sur la rive sud du fleuve Saint-Laurent. Elle dessert la région administrative de Chaudière-Appalaches.

## Tracé
La route 281 débute au sud à Saint-Camille-de-Lellis sur la route 204; son extrémité nord, quant à elle, se situe à Saint-Michel-de-Bellechasse sur la route 132 en bordure du fleuve Saint-Laurent.

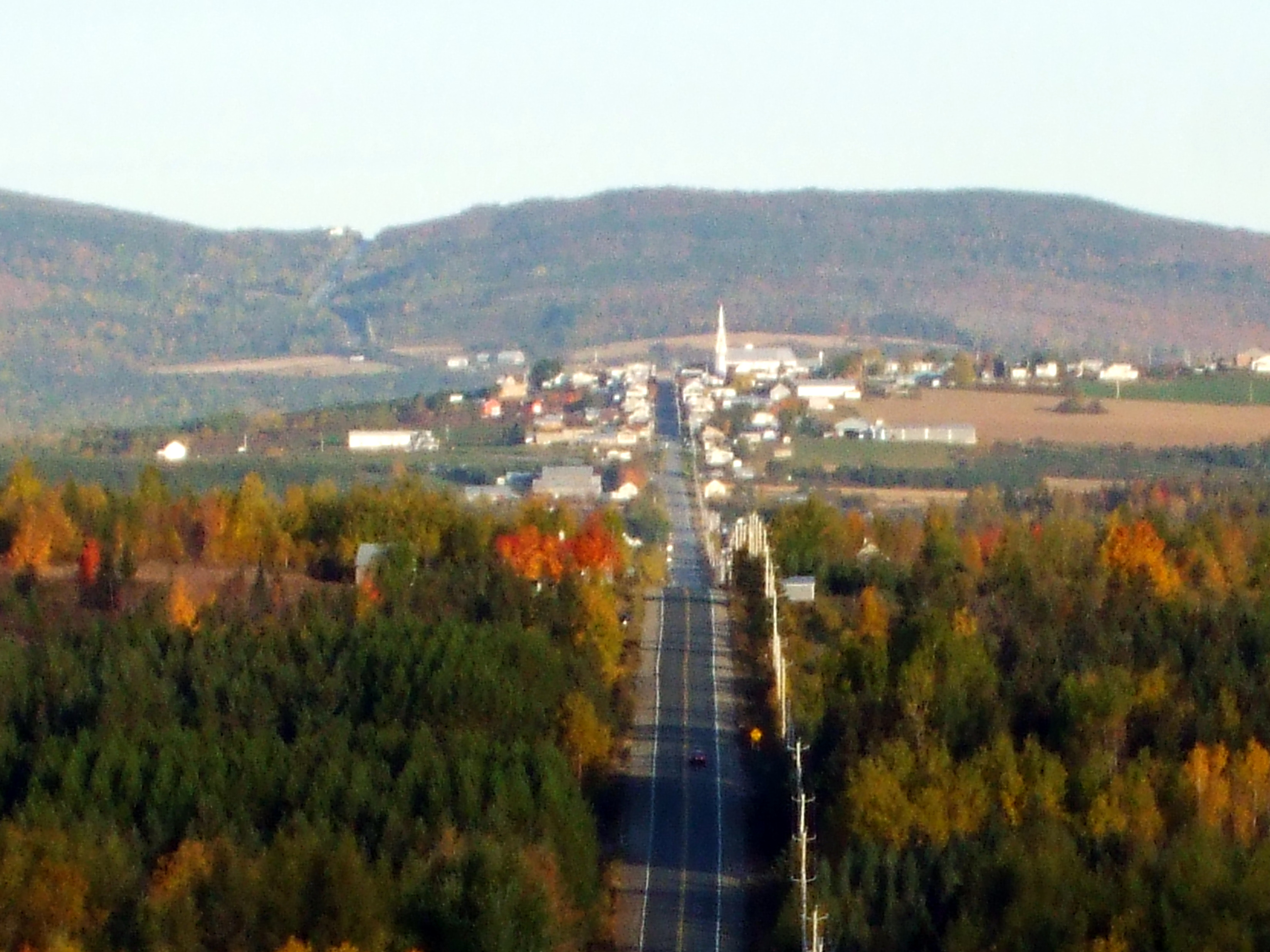
La route 281 à Saint-Magloire

## Localités traversées (du sud au nord)
Liste des municipalités dont le territoire est traversé par la route 281, regroupées par municipalité régionale de comté.

### Chaudière-Appalaches
Les Etchemins
- Saint-Camille-de-Lellis
- Saint-Magloire

Bellechasse
- Saint-Philémon
- Armagh
- Saint-Raphaël
- La Durantaye
- Saint-Michel-de-Bellechasse

## Intersections majeures
| MRC           | Municipalité                | km    | Destinations                                                               | Notes                      |
| ------------- | --------------------------- | ----- | -------------------------------------------------------------------------- | -------------------------- |
| Les Etchemins | Saint-Camille-de-Lellis     | 0,00  | R-204 – Saint-Camille-de-Lellis, Sainte-Justine, Saint-Just-de-Bretenières |                            |
| Bellechasse   | Saint-Philémon              | 28,70 | R-216 – Notre-Dame-Auxiliatrice-de-Buckland, Saint-Paul-de-Montminy        |                            |
| Bellechasse   | Saint-Raphaël               | 61,10 | R-228 est – Saint-François-de-la-Rivière-du-Sud, Montmagny                 | Terminus ouest de la R-228 |
| Bellechasse   | Saint-Michel-de-Bellechasse | 71,90 | R-218 ouest – Saint-Charles-de-Bellechasse                                 | Terminus est de la R-218   |
| Bellechasse   | Saint-Michel-de-Bellechasse | 72,80 | A-20 – Québec, Rivière-du-Loup                                             | Sortie 348 de l'A-20       |
| Bellechasse   | Saint-Michel-de-Bellechasse | 74,20 | R-132 – Lévis, Montmagny                                                   |                            |
|               |                             |       |                                                                            |                            |